# Samthar (ciutat)
Samthar (localment de vegades Shamshergarh, el seu nom inicial) és una ciutat i municipalitat del districte de Jhansi a l'Índia, estat d'Uttar Pradesh. Està situada a 25° 51′ N, 78° 55′ E / 25.850°N,78.917°E. Consta al cens del 2001 amb una població de 20.277 habitants; un segle abans, el 1901, tenia 8.286 habitants. Fou la capital del principat de Samthar.
Fou construïda el segle xvii i reformada per Chhatar Singh (1865-1896). L'edifici principal és l'antic palau dels rages.